# Artur Lemcio
Artur Lemcio (ur. 18 czerwca 1969 w Nowej Rudzie) – polski kolarz szosowy, medalista mistrzostw Polski.

## Kariera sportowa
Karierę sportową rozpoczął w klubie Piast Nowa Ruda. W latach 1990–1992 ścigał się we francuskim U.C.Aulanat-Sayat. Od 1993 startował w barwach Victorii Rybnik. Jego największym sukcesem był brązowy medal mistrzostw Polski w szosowym wyścigu indywidualnym ze startu wspólnego (1993). W 1992 zajął trzecie miejsce w wyścigu Szlakiem Grodów Piastowskich. Zakończył karierę w 1995.